# 诗地加兰

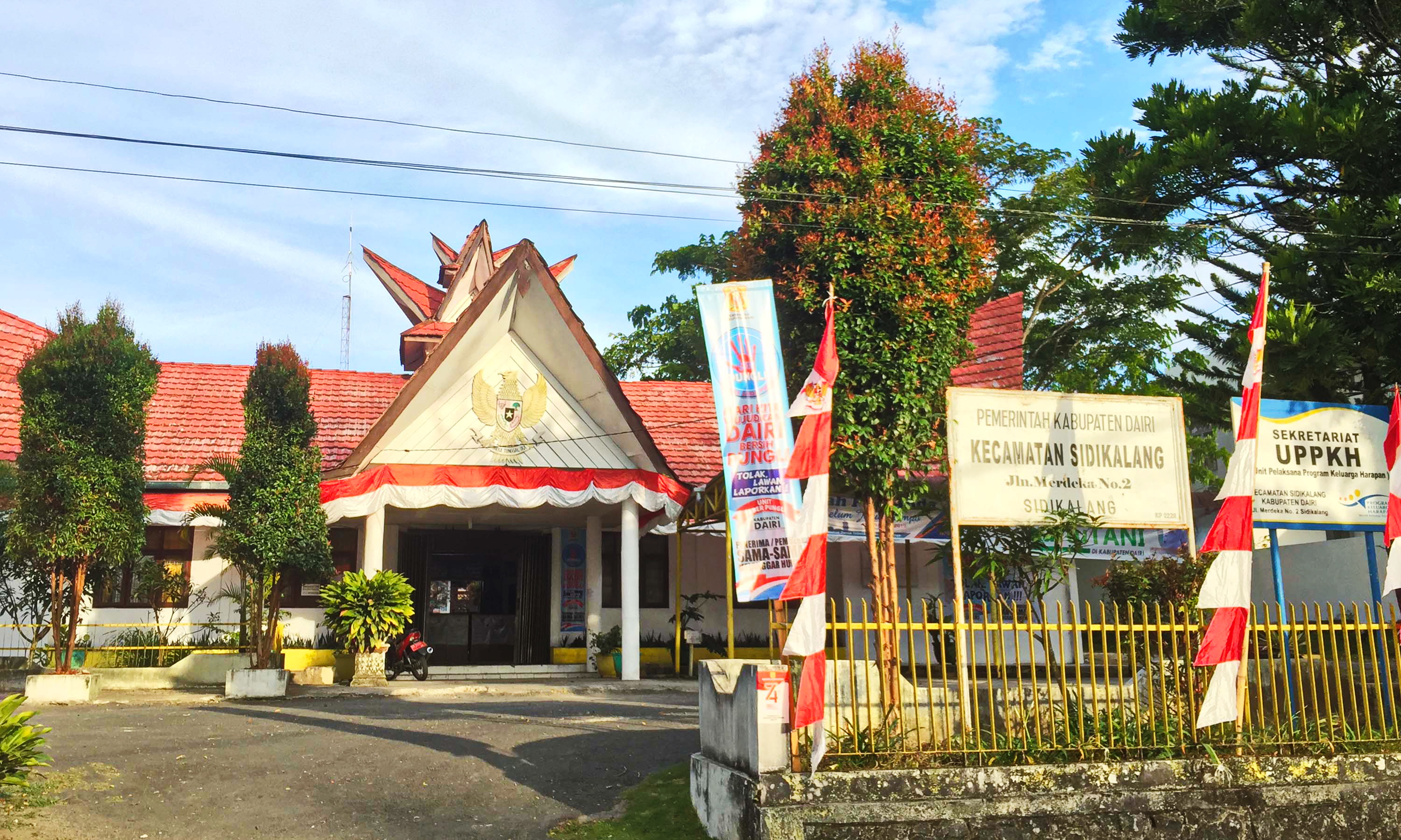
诗地加兰縣(Dairi)的入口

诗地加兰是北苏门答腊省戴笠县区的一个分区，诗地加兰也是戴笠县行政首府。地理位置位于北苏门答腊省西北部，面积约为191,625公顷，约占北苏门答腊省总面积的2.67％（71,680,000公顷）。行政区由15个街道组成。从诗地加兰分区的地形方面看，海拔高度为1066米，主要由山脉和丘陵组成，坡度各异。环境条件仍然保持原始，空气凉爽和人口与其所辖面积平衡，使之成为一个相对舒适的居住区域。对于戴笠县的居民来说，诗地加兰是一个集商业、教育、健康和其他公共服务的中心。